# Josef Gasser (sculpteur)
Pour les articles homonymes, voir Gasser.

Josef Gasser (ou Joseph Gasser, en 1879 Ritter von Valhorn, né le 22 novembre 1816 à Wallhorn (Valhorn), commune de Prägraten am Großvenediger, mort le 28 octobre 1900 à Prägraten) est un sculpteur autrichien.

## Biographie
Avec son frère Hanns, leur père leur donne des notions de modelage de figurines.
En 1837, il est élève à l'académie des beaux-arts de Vienne auprès de Johann Nepomuk Schaller, Josef Klieber (de) et Joseph Käßmann. Il débute en 1844 avec une statue de Léopold VI d'Autriche qui lui vaut une bourse d'études à Rome où, de 1845 à 1849, il étudie la nature et les personnages antiques comme Vénus et Cupidon. Pour des raisons de santé (il souffre de dépression), il revient dans la province autonome de Bolzano puis à Vienne. Il gagne la reconnaissance en faisant pour le portail de la cathédrale de Spire des statues de la Vierge Marie, l'archange Michel, Saint Étienne, Saint Jean-Baptiste et Saint Bernard de Clairvaux.
Après avoir fait le buste de Maximilien Ier du Mexique et de son épouse, il reçoit de nombreuses commandes comme les représentations grandeur nature de Maximilien Ier du Saint-Empire et Frédéric II d'Autriche. Suivent ensuite les décorations des palais de l'archiduc Guillaume et de l'archiduc Louis Victor, le Pont Élisabeth (de), la Karlsplatz, ainsi que des statues religieuses pour la cathédrale Sainte-Marie de Linz, l'église votive et la cathédrale Saint-Étienne de Vienne. Son œuvre la plus connue est sans doute le sarcophage en marbre de Clément-Marie Hofbauer dans l'église Notre-Dame-du-Rivage, fait en 1862.
Il enseigne à l'académie des Beaux-Arts de Vienne de 1865 à 1873, Viktor Tilgner est son élève le plus célèbre.
Après l'achèvement des travaux pour l'église votive en 1879, il est élevé au rang de chevalier. Mais par la suite, on trouve son style démodé. Il tombe dans la misère et reçoit une pension de la ville de Vienne. En 1896, il se retire dans sa ville natale où il meurt dans l'isolement en 1900.

## Source, notes et références
- (de) Cet article est partiellement ou en totalité issu de l’article de Wikipédia en allemand intitulé « Josef Gasser (Bildhauer) » (voir la liste des auteurs).